# Dębowiec (województwo opolskie)
Dębowiec (niem. Eichhäusel) – wieś w Polsce, położona w województwie opolskim, w powiecie prudnickim, w gminie Prudnik. Historycznie leży na Górnym Śląsku, na ziemi prudnickiej. Położona jest w Górach Opawskich. Przepływa przez nią rzeka Trzebinka.
W latach 1975–1998 miejscowość należała administracyjnie do ówczesnego województwa opolskiego.
Według danych na 2019 wieś była zamieszkana przez 96 osób.
Do sołectwa Dębowiec należy osada Wieszczyna, położona na zachodnim stoku Długoty.
We wsi ma swoją siedzibę leśnictwo Dębowiec, które należy do nadleśnictwa Prudnik (obręb Prudnik).

## Geografia

### Położenie
Wieś jest położona w południowo-zachodniej Polsce, w województwie opolskim, około 1,3 km od granicy z Czechami, w północno-wschodniej części Gór Opawskich, na ziemi prudnickiej. Miejscowość leży na terenie Parku Krajobrazowego Góry Opawskie, u podnóża Długoty, najwyższego szczytu powiatu prudnickiego. Wieś położona jest w środkowej części Lasu Prudnickiego. Dębowiec zajmuje kilka wzgórz (Długota, Kobylica, Kraska). Przez wieś przepływa rzeka Trzebinka (dopływ Prudnika), bezimienny dopływ Złotego Potoku i bezimienny dopływ Zameckiego Potoku. Leży na wysokości 305–370 m n.p.m.
Przebiega tędy droga powiatowa z Prudnika do Pokrzywnej. W północnej części wsi znajduje się kamieniołom dolnokarbońskich szarogłazów o powierzchni 2 ha.

### Środowisko naturalne
Wpływ na klimat Dębowca ma sąsiedztwo Gór Opawskich. Średnia temperatura roczna wynosi +7,4 °C. Duże zróżnicowanie dotyczy termicznych pór roku. Średnie roczne opady atmosferyczne w rejonie Dębowca wynoszą 651 mm. Dominują wiatry zachodnie.

### Integralne części wsi
| SIMC    | Nazwa      | Rodzaj |
| ------- | ---------- | ------ |
| 0502635 | Wieszczyna | osada  |

## Nazwa
Niemiecką nazwą Dębowca było Eichhäusel (od słów Eiche – „dąb” oraz -häusel – „domek”). Ze względu na połączenie z Wieszczyną wieś nosiła nazwę Eichhäusel-Neudeck (czasem Eichhäusel-Neudeck-Wildgrund – od Pokrzywnej). W Spisie miejscowości województwa śląsko-dąbrowskiego łącznie z obszarem ziem odzyskanych Śląska Opolskiego wydanym w Katowicach w 1946 wieś wymieniona jest pod polską nazwą Dębniki. 9 grudnia 1947 r. nadano miejscowości nazwę Dębowiec. Nazwa wsi pochodzi od drzewa dębu.
W historycznych dokumentach nazwę miejscowości wzmiankowano w różnych językach oraz formach: Neudeck, Eichkretscham (1651/52), Eichhäusl (1736), Eichhausel (1784), Eichhausel (1794), Eichäusel (1845), Eichäusel Neudeck (1941), Eichäusel-Neudeck – Dębowiec, -wca, dębowiecki (1948), Dębowiec (Dębniki) (1952), Dębowiec, -wca (1980).

## Historia

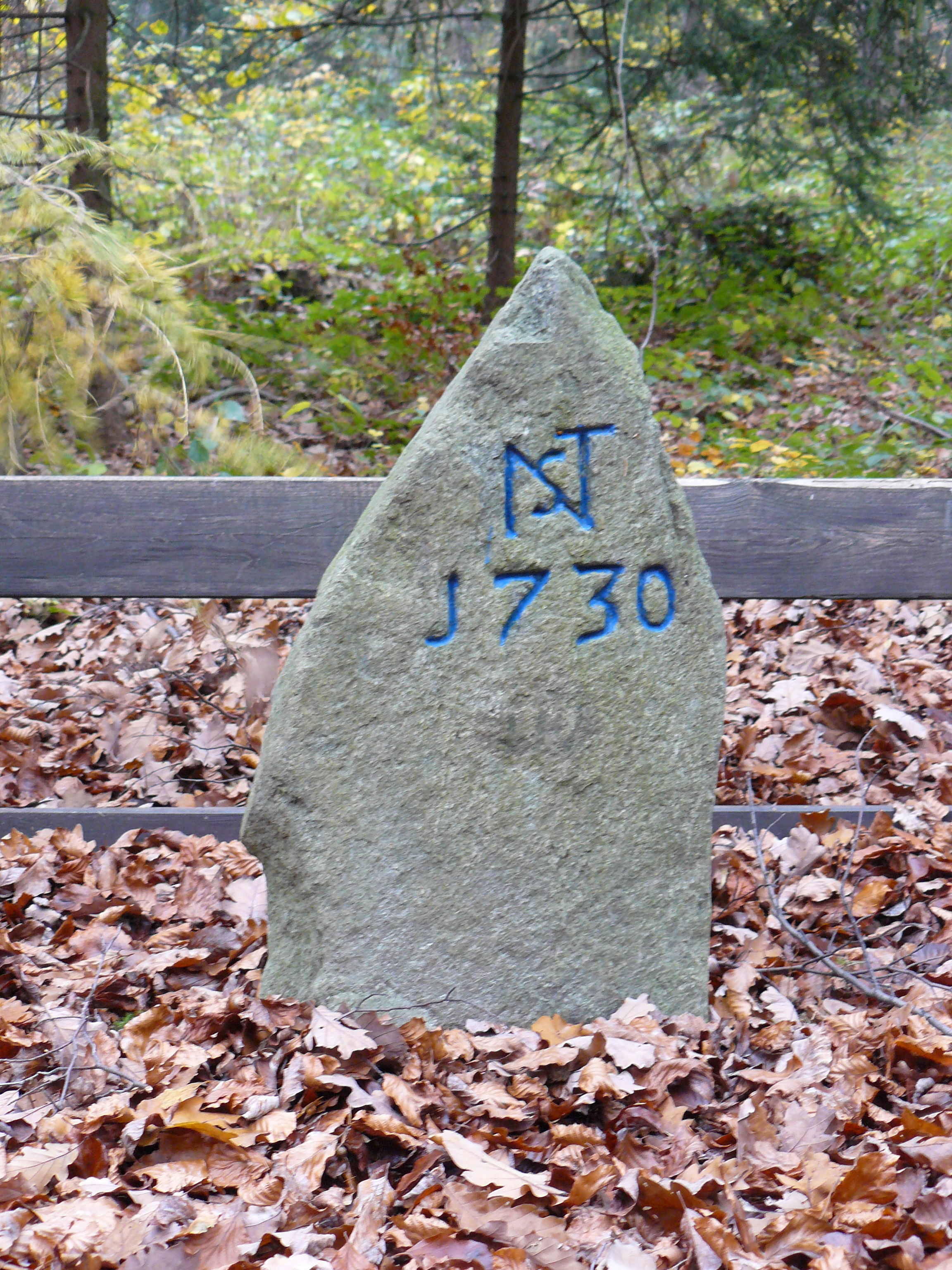
Kamień graniczny Królewskiego Miasta Prudnik z 1730 w pobliżu Dębowca

W średniowieczu, w lesie w pobliżu dzisiejszego Dębowca, w Dębnickiej Dolinie, znajdował się zamek, otoczony z trzech stron wałem, od północy strumieniem, z drewnianą wieżą wewnątrz. Grodzisko w tym miejscu występuje pod nazwą Schlossplatz (plac zamkowy). Nieznana jest data założenia wsi. Historycy utożsamiają Dębowiec z Nowym Chocimiem założonym w XIII wieku przez czeskiego wielmożę Woka z Rożemberka (założyciel Prudnika). Po spaleniu Prudnika przez husytów w czasie ich najazdu na Śląsk, w 1430 książę głogówecko-prudnicki Bolko V przekazał miastu opustoszały Nowy Chocim.

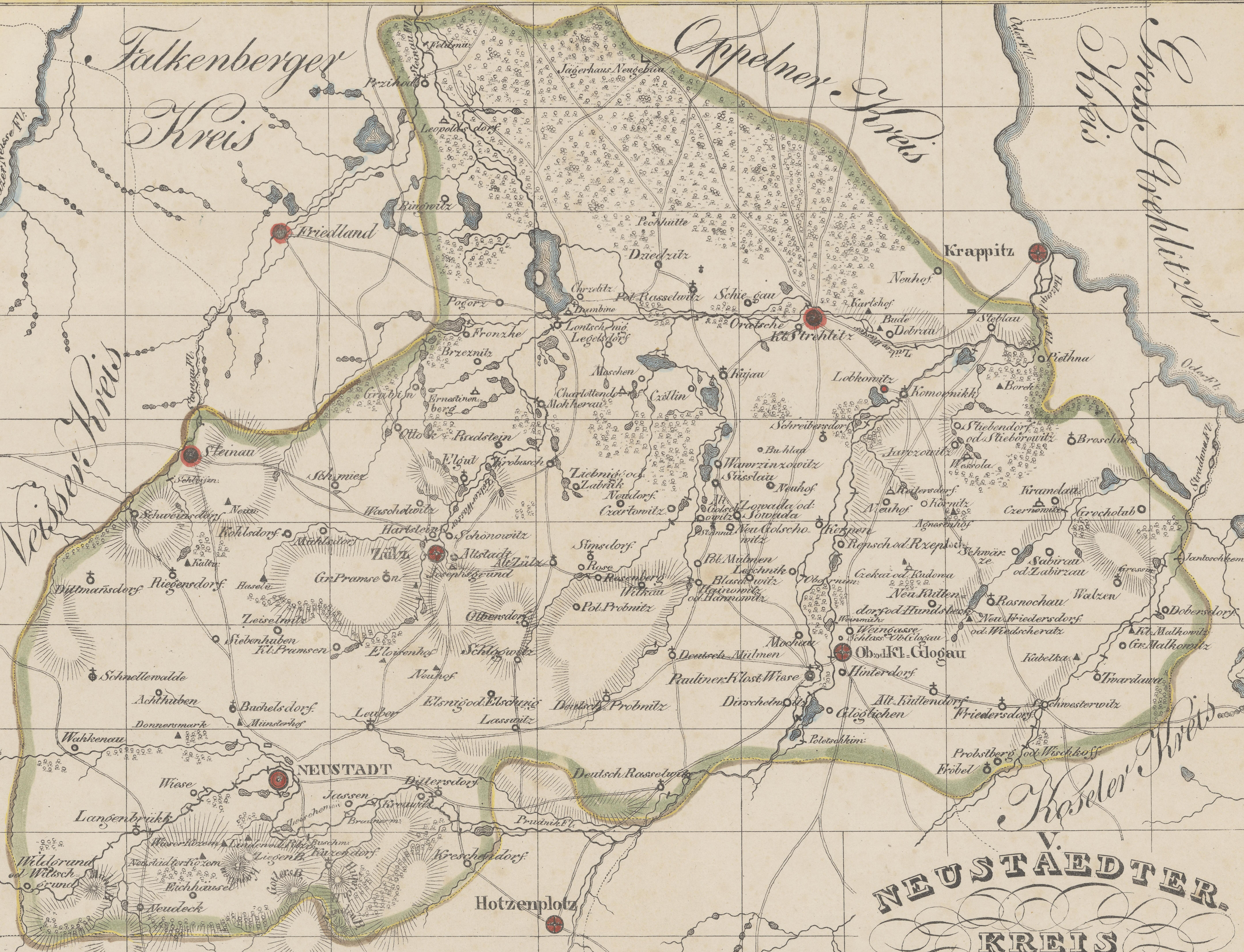
Dębowiec (Eichäusel) wśród miejscowości ziemi prudnickiej na mapie z XIX wieku

Pierwsza wzmianka o wsi Dębowiec pochodzi z 1642. Wieś wraz z leśniczówką miejską wymieniona jest jako Dębowa Karczma. W XIX w., a także w 1 poł. XX w. było to ulubione miejsce spacerów mieszkańców Prudnika oraz punkt wypadowy w Góry Opawskie. Pierwszy niewielki kamieniołom na pobliskiej Kobylicy mógł powstać jeszcze w średniowieczu wraz z założeniem Dębowca. Wydobycie na większą skalę rozpoczęto w 1869. Wówczas koło Dębowca utworzono jeden z największych kamieniołomów w Górach Opawskich. Po zakończeniu wydobycia, wyrobisko kamieniołomu zostało zalane wodami opadowymi. Staw powstały w tym miejscu nosi nazwę „Żabie Oczko”.

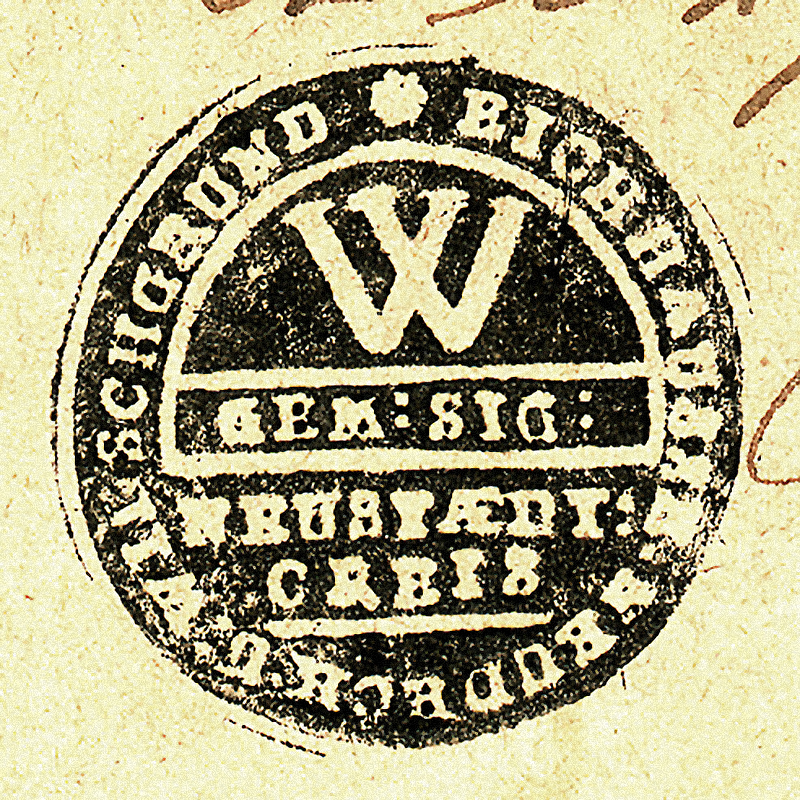
Pieczęć Dębowca, Wieszczyny i Pokrzywnej (1880)

Do 1742 wieś należała do powiatu sądowego prudnickiego w Monarchii Habsburgów. Po I wojnie śląskiej znalazła się w granicach Królestwa Prus i weszła w skład powiatu prudnickiego w prowincji Śląsk. Dębowiec, Wieszczyna i Pokrzywna posiadały wspólną pieczęć, która przedstawiała w polu literę W, napis: GEM: SIG: / NEUSTAEDT: CREIS, a w otoku napis: EICHHÄUSEL-NEUDECK · U: WILSCHGRUND (pol. Dębowiec, Wieszczyna, Pokrzywna / Powiat Prudnicki).

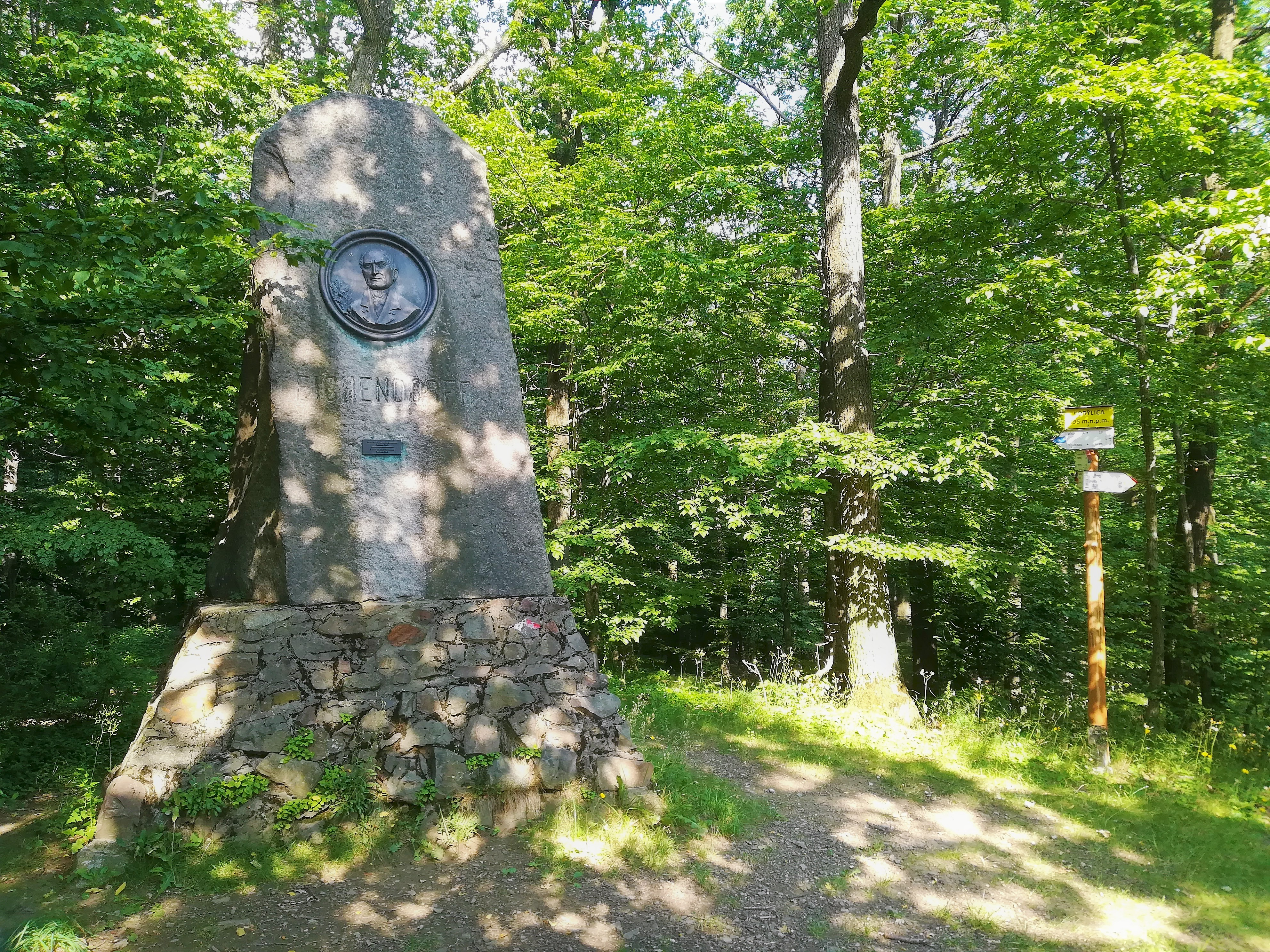
Pomnik Josepha von Eichendorffa

1 lipca 1894 poświęcona została kaplica Najświętszego Serca Pana Jezusa w Dębowcu. W 1911 z inicjatywy nauczyciela religii w gimnazjum w Prudniku (obecnie I Liceum Ogólnokształcące im. Adama Mickiewicza) profesora Alfonsa Nowacka w Dębowcu wzniesiony został pomnik Josepha von Eichendorffa. Jego poświęcenie nastąpiło 30 sierpnia 1911. W uroczystości uczestniczyli nauczyciele akademiccy, pedagodzy, żołnierze prudnickiego garnizonu, przemysłowcy, leśnicy, rolnicy, franciszkanie z klasztoru w Prudniku-Lesie, prudniccy bonifratrzy, rzemieślnicy, studenci, uczniowie szkół średnich i podstawowych oraz burmistrz Prudnika Paul Lange.

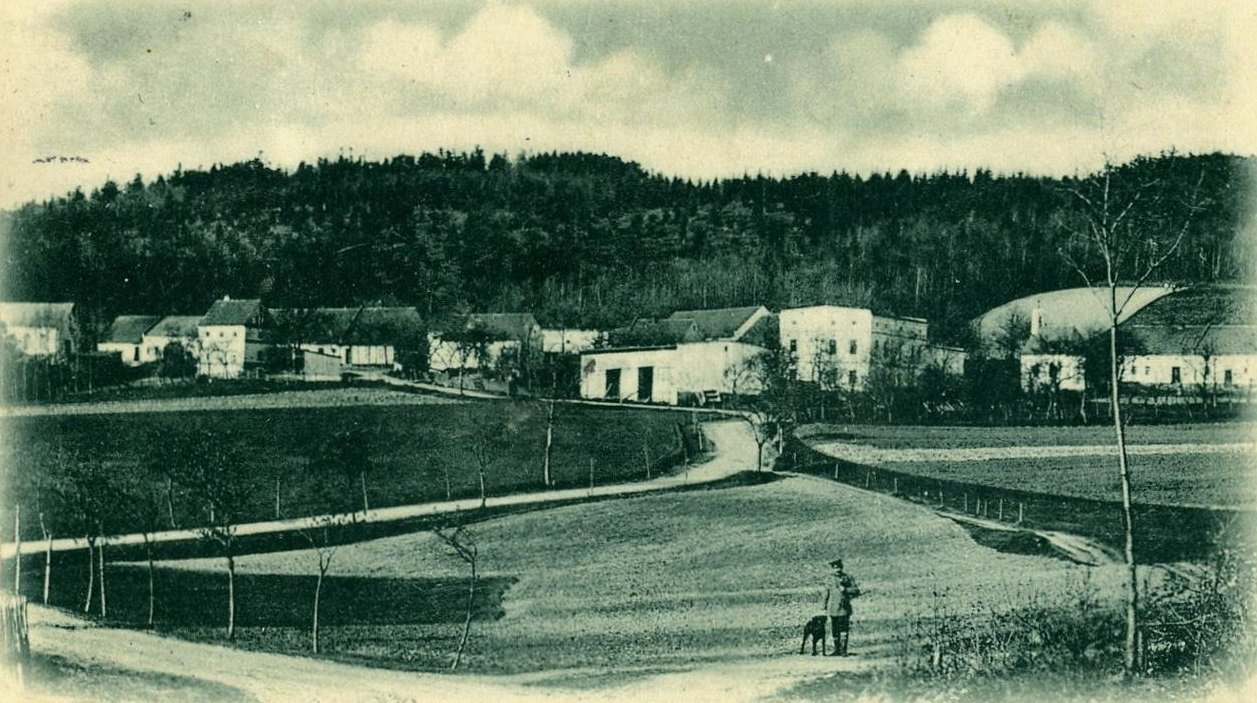
Panorama Dębowca z 1901

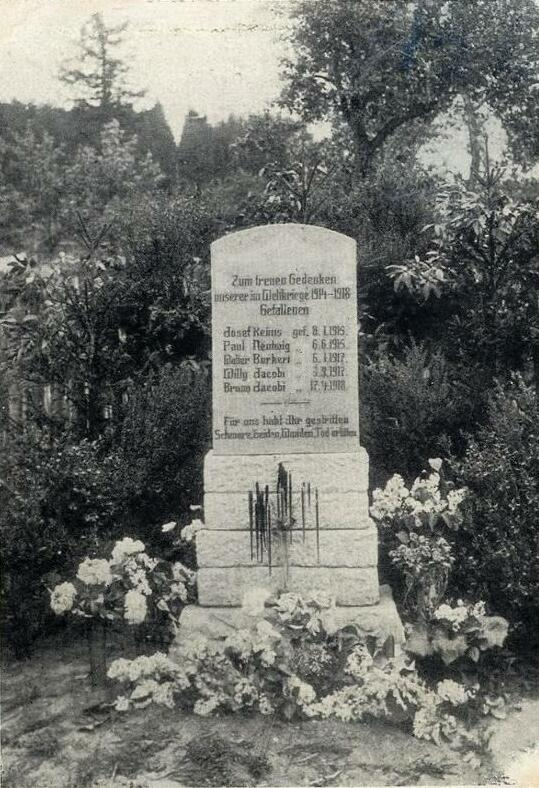
Pomnik poległych w I wojnie światowej

W 1921 w zasięgu plebiscytu na Górnym Śląsku znalazła się tylko część powiatu prudnickiego. Dębowiec znalazł się po stronie zachodniej, poza terenem plebiscytowym. 27 maja 1923 odsłonięto pomnik upamiętniający poległych w I wojnie światowej mieszkańców wsi.

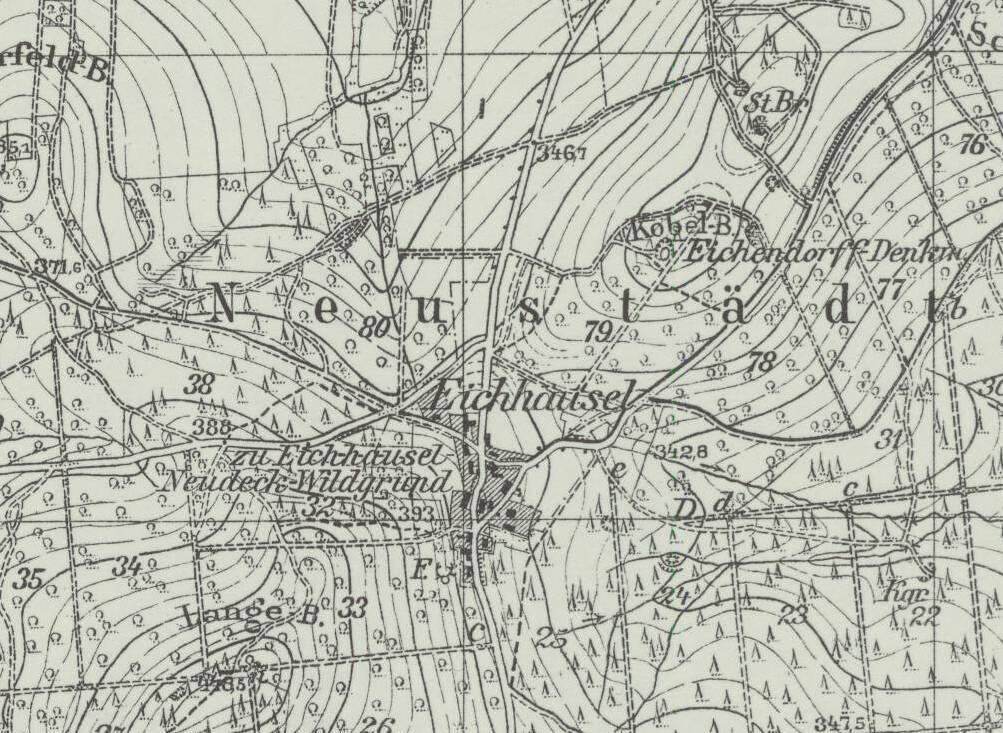
Dębowiec na mapie z 1936

17 marca 1945 tysiące mieszkańców Prudnika przeszło przez Dębowiec, uciekając do Czech przed zbliżającą się Armią Czerwoną. W czasie walk w rejonie Prudnika, nocy z 25 na 26 marca oddziały 13 Dywizji Strzeleckiej rozpoczęły przygotowania do zajęcia wsi. Dębowca broniło około 300 niemieckich żołnierzy. W nocy z 26 na 27 marca 119 Pułk Strzelecki zaatakował Dębowiec od wschodu (od wzgórza Zbylut), a 296 Pułk Strzelecki od strony północno-wschodniej (od drogi na Prudnik). Udało im się wyprzeć niemieckie oddziały ze wsi, jednak Niemcy odcięli ich od reszty 13 Dywizji. Niemcy przeprowadzili kilka nieudanych kontrataków na Dębowiec, podczas których ginęło kilkaset ludzi dziennie. Walki o Dębowiec charakteryzowały się intensywnymi ostrzałami, częstymi kontratakami i skoncentrowaniem walk na małym obszarze. W ich wyniku zginęło po parę tysięcy żołnierzy po obu stronach, a także zniszczono kilka domów. Była to jedna z najbardziej destrukcyjnych bitew w rejonie. Do końca II wojny światowej część Dębowca pozostała w rękach niemieckich. Według lokalnych przekazów, Estończycy z 20 Dywizji Grenadierów SS mieli ukryć w rejonie wsi kolekcję cennych monet wywiezionych z Warszawy. Od marca do maja 1945 powiat prudnicki znajdował się pod kontrolą radzieckiej komendantury wojskowej. 11 maja 1945 polska administracja przejęła władzę cywilną w powiecie prudnickim.
Po II wojnie światowej do Żabiego Oczka koło Dębowca wrzucano niepotrzebny poniemiecki sprzęt wojskowy. Według miejscowej legendy, w Żabim Oczku rzekomo miał zostać zatopiony czołg, jednakże gdy jeszcze w czasie PRL-u chwilowo wypompowano z wyrobiska wodę, na dnie znaleziono jedynie broń, amunicję i inny sprzęt wojskowy. W Dębowcu przywrócono elektryczność dopiero w 1950.
W latach 1945–1950 Dębowiec należał do województwa śląskiego, a od 1950 do województwa opolskiego. W latach 1945–1954 wieś należała do gminy Moszczanka, a w latach 1954–1972 do gromady Moszczanka. Podlegała urzędowi pocztowemu w Prudniku.
Uchwałą z 18 grudnia 2020 Rady Miejskiej Prudnika wyznaczono na terenie gmin Prudnik i Głuchołazy aglomerację Prudnik o równoważnej liczbie mieszkańców 30667 oraz zlokalizowaną na terenie miejscowości: Prudnik, Chocim, Dębowiec, Jarnołtówek, Łąka Prudnicka, Moszczanka, Niemysłowice, Pokrzywna z oczyszczalnią ścieków w Prudniku.

### Przynależność państwowa i administracyjna
| Okres     |                                                                                | Państwo               | Zwierzchnictwo               | Jednostka administracyjna                                                |
| --------- | ------------------------------------------------------------------------------ | --------------------- | ---------------------------- | ------------------------------------------------------------------------ |
| 1642–1742 | Monarchia Habsburgów                                                           | Monarchia Habsburgów  | Święte Cesarstwo Rzymskie    | księstwo opolsko-raciborskie, powiat sądowy prudnicki                    |
| 1742–1806 |                                                                                | Królestwo Prus        | Święte Cesarstwo Rzymskie    | kamera wrocławska, departament wrocławski, powiat prudnicki              |
| 1806–1815 |                                                                                | Królestwo Prus        | Królestwo Prus               | kamera wrocławska, departament wrocławski, powiat prudnicki              |
| 1815–1871 | prowincja Śląsk, rejencja opolska, powiat prudnicki                            | Królestwo Prus        | Królestwo Prus               |                                                                          |
| 1871–1918 | Cesarstwo Niemieckie                                                           | Cesarstwo Niemieckie  | Cesarstwo Niemieckie         | Królestwo Prus, prowincja Śląsk, rejencja opolska, powiat prudnicki      |
| 1918–1919 |                                                                                | Republika Weimarska   | Republika Weimarska          | Wolne Państwo Prusy, prowincja Śląsk, rejencja opolska, powiat prudnicki |
| 1919–1933 | Wolne Państwo Prusy, prowincja Górny Śląsk, rejencja opolska, powiat prudnicki | Republika Weimarska   | Republika Weimarska          |                                                                          |
| 1933–1938 | Wolne Państwo Prusy, prowincja Górny Śląsk, rejencja opolska, powiat prudnicki | III Rzesza            | III Rzesza                   | III Rzesza                                                               |
| 1938–1941 | Wolne Państwo Prusy, prowincja Śląsk, rejencja opolska, powiat prudnicki       | III Rzesza            | III Rzesza                   | III Rzesza                                                               |
| 1941–1945 | Wolne Państwo Prusy, prowincja Górny Śląsk, rejencja opolska, powiat prudnicki | III Rzesza            | III Rzesza                   | III Rzesza                                                               |
| 1945–1946 |                                                                                | Rzeczpospolita Polska | Rzeczpospolita Polska        | Okręg I (Śląsk Opolski)                                                  |
| 1946–1950 | województwo śląskie, powiat prudnicki, gmina Moszczanka                        | Rzeczpospolita Polska | Rzeczpospolita Polska        |                                                                          |
| 1950–1952 | województwo opolskie, powiat prudnicki, gmina Moszczanka                       | Rzeczpospolita Polska | Rzeczpospolita Polska        |                                                                          |
| 1952–1954 | województwo opolskie, powiat prudnicki, gmina Moszczanka                       |                       | Polska Rzeczpospolita Ludowa | Polska Rzeczpospolita Ludowa                                             |
| 1954–1973 | województwo opolskie, powiat prudnicki, gromada Moszczanka                     |                       | Polska Rzeczpospolita Ludowa | Polska Rzeczpospolita Ludowa                                             |
| 1973–1975 | województwo opolskie, powiat prudnicki, gmina Prudnik                          |                       | Polska Rzeczpospolita Ludowa | Polska Rzeczpospolita Ludowa                                             |
| 1975–1989 | województwo opolskie, gmina Prudnik                                            |                       | Polska Rzeczpospolita Ludowa | Polska Rzeczpospolita Ludowa                                             |
| 1989–1998 | województwo opolskie, gmina Prudnik                                            | Polska                | Rzeczpospolita Polska        | Rzeczpospolita Polska                                                    |
| od 1999   | województwo opolskie, powiat prudnicki, gmina Prudnik                          | Polska                | Rzeczpospolita Polska        | Rzeczpospolita Polska                                                    |

## Mieszkańcy
Miejscowość zamieszkiwana jest przez ludność napływową, przybyłą na Śląsk z Kresów Wschodnich po 1945 w wyniku przymusowych przesiedleń ludności polskiej oraz z centralnej Polski (teren późniejszych województw krakowskiego i nowosądeckiego).

### Liczba mieszkańców wsi
- 1933 – 239 (razem z Wieszczyną i Pokrzywną)[35]
- 1939 – 134 (razem z Wieszczyną)[35]
- 1966 – 53[36]
- 1998 – 90[37]
- 2002 – 79[37]
- 2009 – 78[37]
- 2011 – 78[37]
- 2013 – 82[38]
- 2021 – 107[37]

## Zabytki

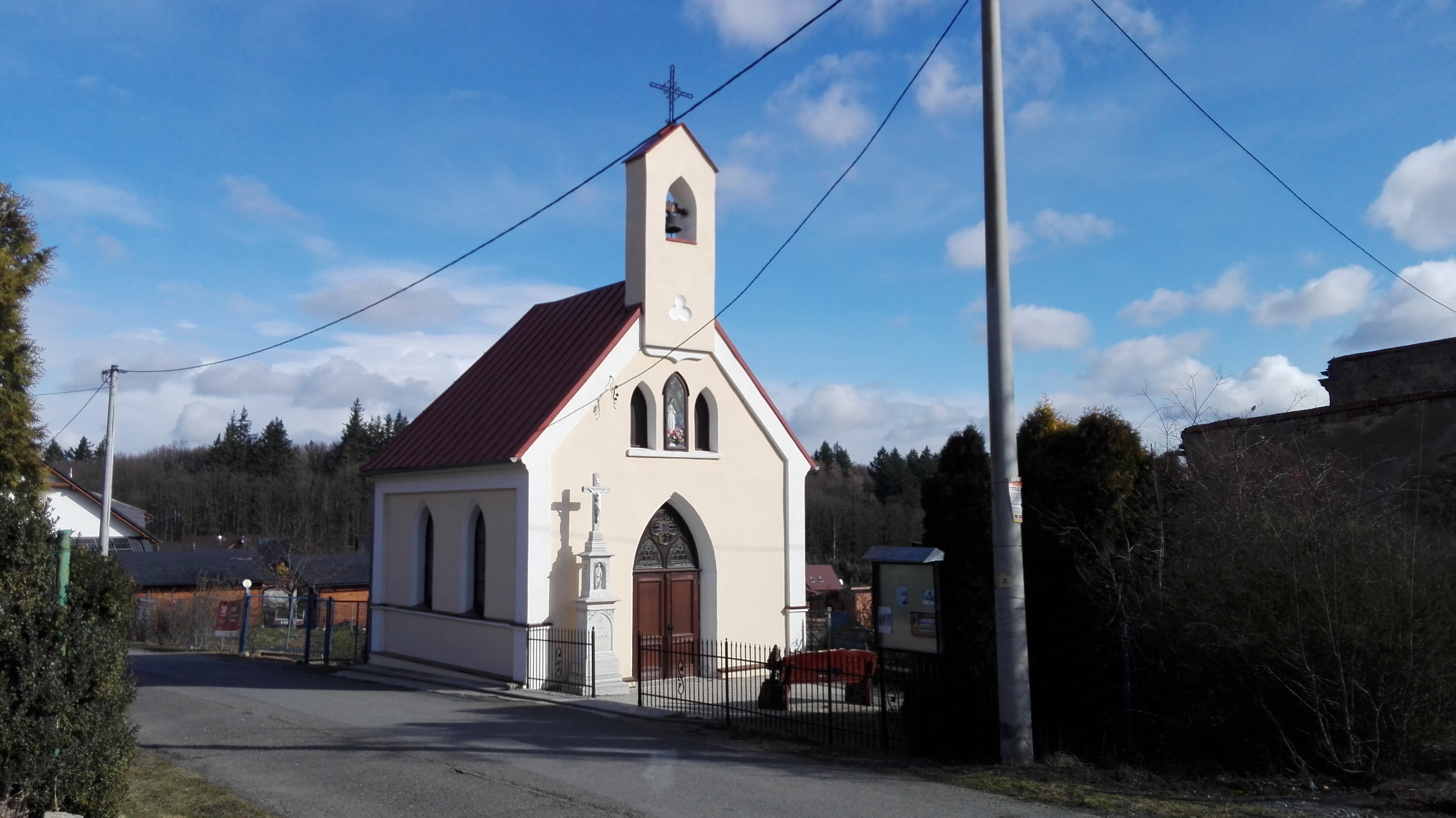
Kaplica z XIX w.

Do wojewódzkiego rejestru zabytków wpisane są:
- kaplica, z XIX w., księga rejestru nr 361/58 z dnia 1.06.1958 – Dębowiec
- kaplica przydrożna, z XIX w., księga rejestru nr 489/58 z dnia 15.10.1958 – pomiędzy wsią Dębowiec a Wieszczyną.

## Pomniki i obiekty upamiętniające
- Pomnik Josepha von Eichendorffa – pomnik na szczycie Kobylicy w Dębowcu powstały w 1911 jako upamiętnienie poety Josepha von Eichendorffa. Wykonany z granitu, mierzy 3,20 m wysokości. Na jego przedniej części umieszczona jest płaskorzeźba Eichendorffa z jego nazwiskiem wyrytym poniżej w kamieniu. Na tylnej części znajduje się pierwszy wers wiersza „Doliny w dali, wzniesienia” oraz rok odsłonięcia. Odrestaurowany w 1991 przez władze Prudnika wraz z Towarzystwem Społeczno-Kulturalne Niemców na Śląsku Opolskim i miastem partnerskim Northeim[19].

Obiekty nieistniejące
- Pomnik poległych w I wojnie światowej – pomnik w Dębowcu powstały w 1923 jako upamiętnienie mieszkańców wsi, którzy polegli w I wojnie światowej[21].

## Gospodarka

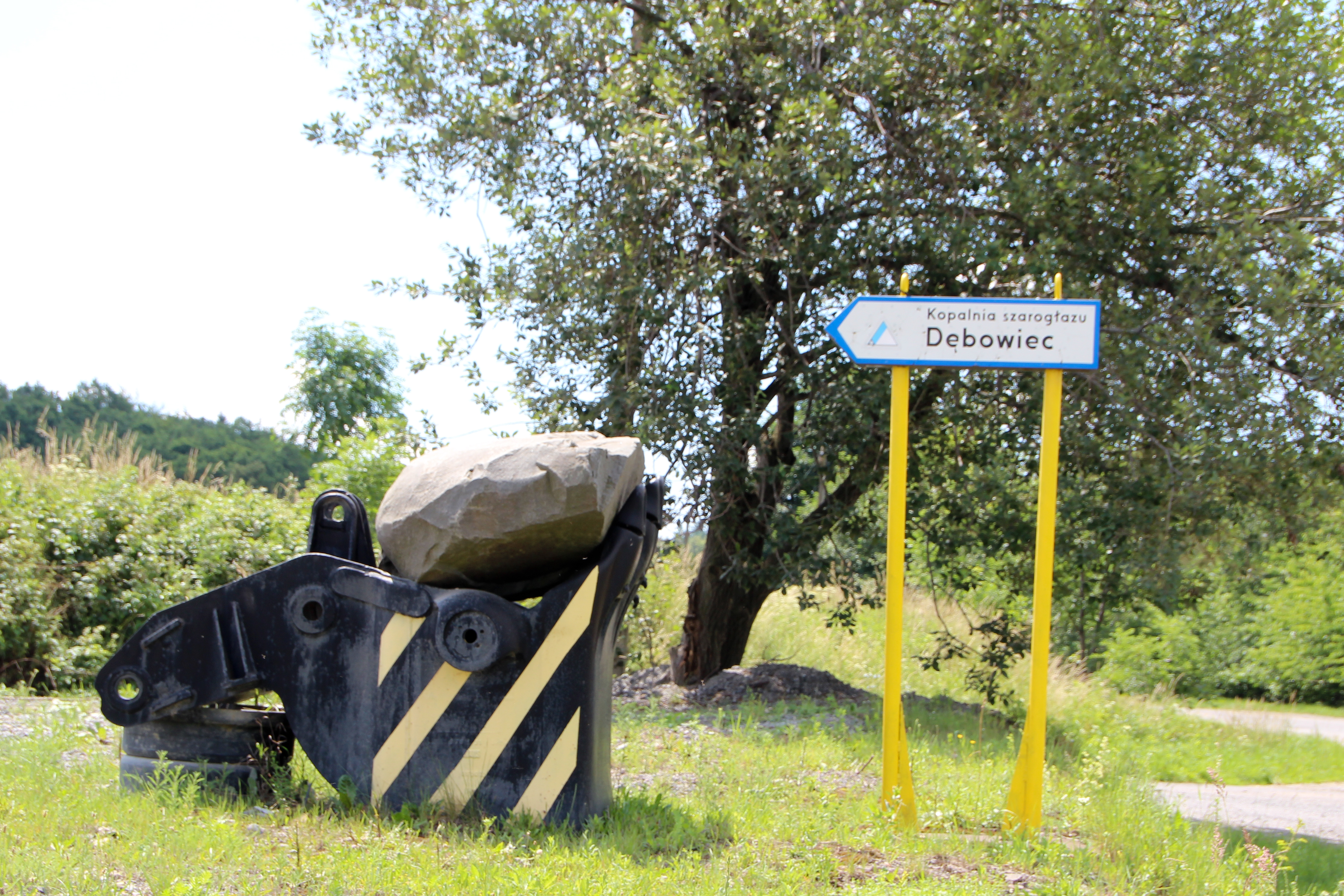
Kopalnia szarogłazu Dębowiec

W latach powojennych, na północ od Dębowca powstał nowy kamieniołom, na miejscu którego w przyszłości (po zakończeniu eksploatacji) ma powstać sztuczne jezioro dostępne dla wędkarzy i do celów rekreacyjnych. Kopalnia w Dębowcu należy do Kopalń Odkrywkowych Surowców Drogowych S.A. w Niemodlinie.
Dębowiec wraz z całą gminą Prudnik podlega pod inspektorat ZUS w Prudniku.

## Transport

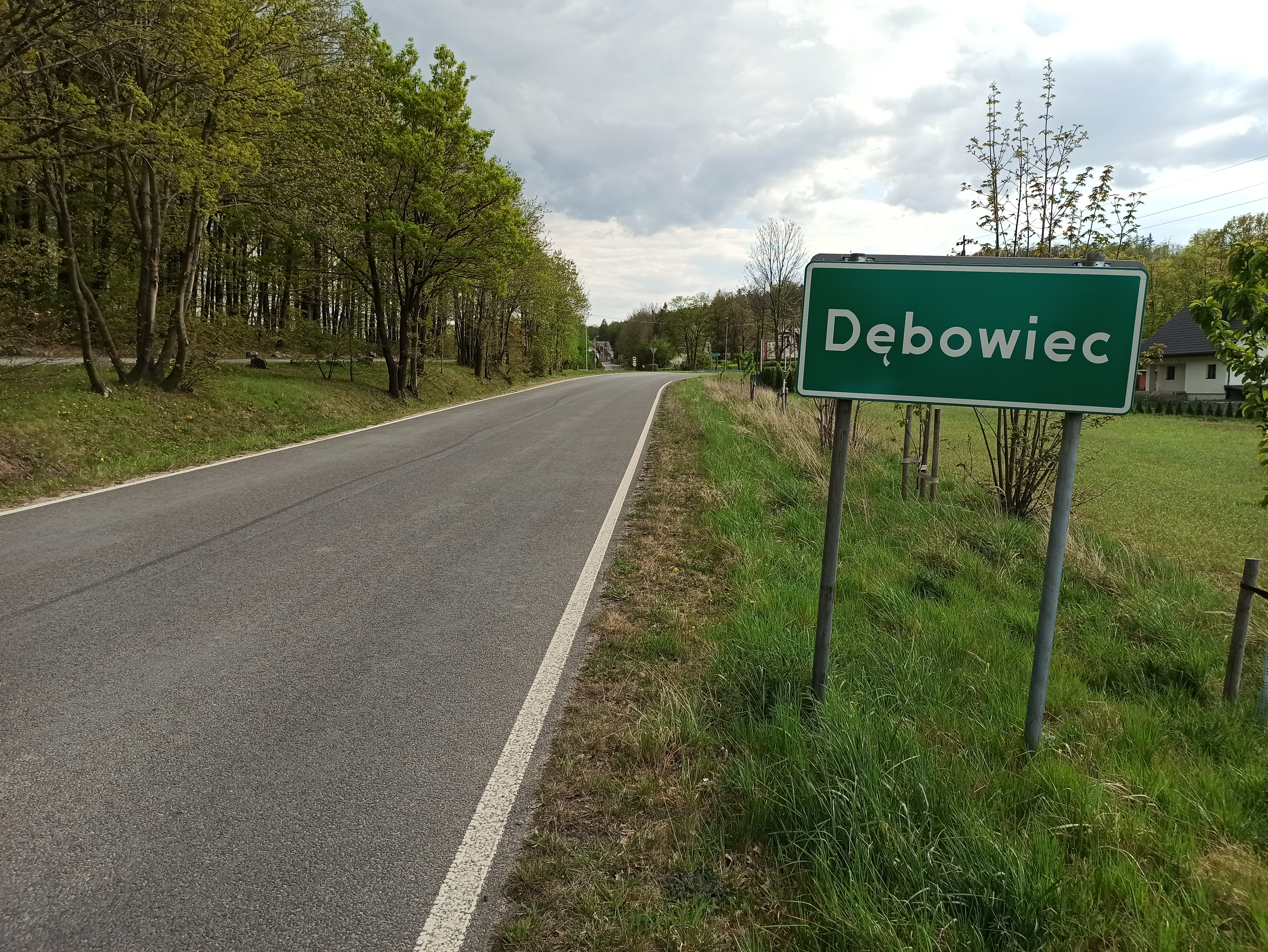
Droga powiatowa nr 1616O

W zarządzie Wydziału Drogownictwa Starostwa Powiatowego w Prudniku znajdują się drogi powiatowe: nr 1257O relacji Trzebina – Prudnik (droga przez las) – Dębowiec oraz nr 1616O relacji Prudnik – Chocim – Dębowiec – Wieszczyna – Pokrzywna.
Dębowiec posiada połączenia autobusowe z Prudnikiem. We wsi znajduje się jeden przystanek autobusowy.

## Religia
Katolicy z Dębowca należą do parafii św. Michała Archanioła w Prudniku (dekanat Prudnik). W środku wsi stoi kaplica Najświętszego Serca Pana Jezusa zbudowana w 1894, którą od początku jej istnienia opiekują się franciszkanie z klasztoru w Prudniku-Lesie. Na skraju wsi od strony Kobylicy, przy leśnej drodze do klasztoru franciszkanów, na drzewie wisi kapliczka skrzynkowa z daszkiem i obrazkiem Matki Bożej Kalwaryjskiej.

## Sport
We wsi funkcjonował klub piłkarski LZS Dębowiec-Prudnik, założony w 1999. Klub rozgrywał swoje mecze na stadionie przy ulicy Włoskiej w Prudniku. W 2005, z okazji 60. rocznicy istnienia Podokręgu Związku Piłki Nożnej w Prudniku, klub otrzymał pamiątkowy puchar. W sezonie 2016/2017 został przekształcony w LZS Niemysłowice-Dębowiec.

## Turystyka

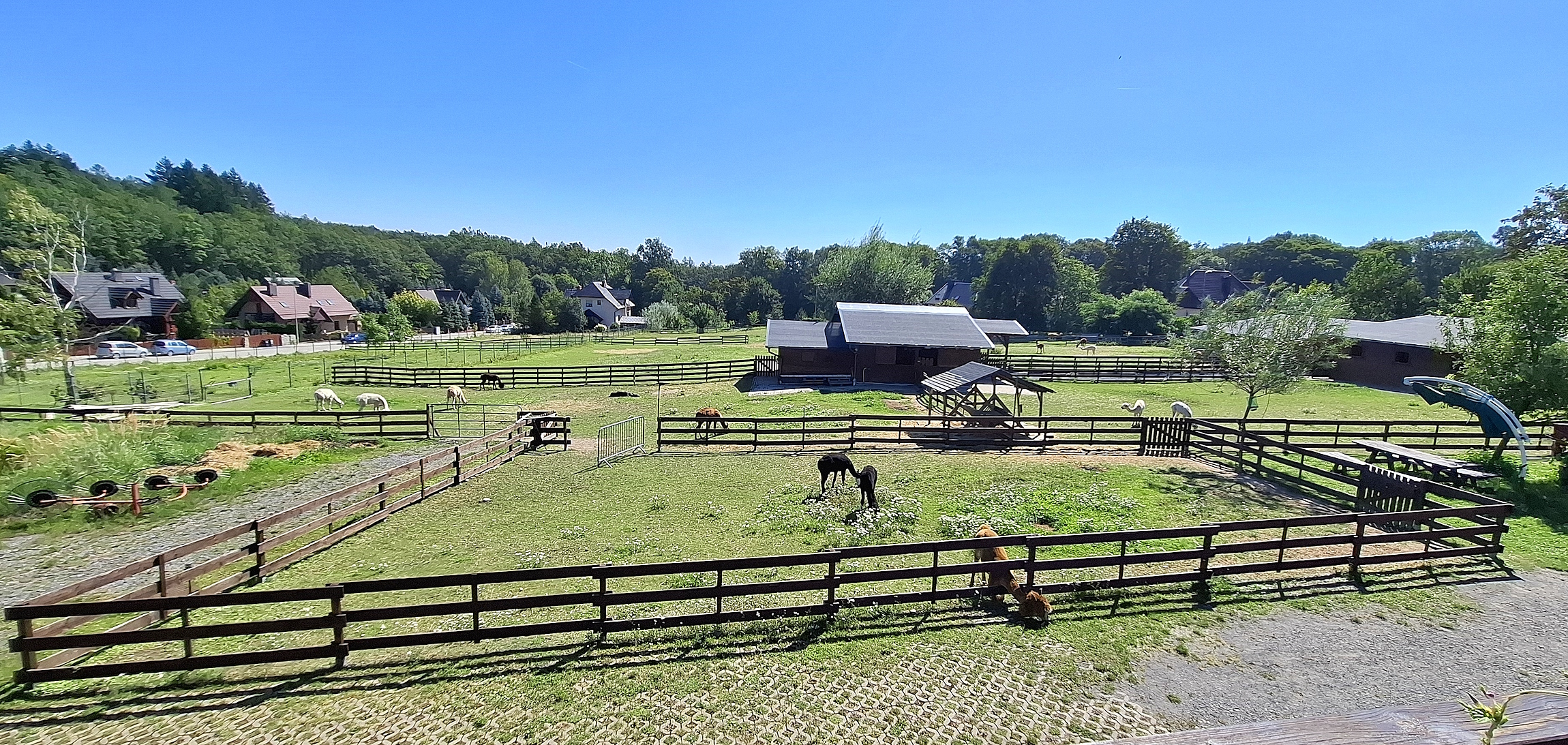
Hodowla alpak „Ajmaraya”

Dębowiec jest jedną z najczęściej odwiedzanych miejscowości w Górach Opawskich. Na szczycie Kobylicy (392 m n.p.m.) stoi pomnik niemieckiego poety Josepha von Eichendorffa. Pod szczytem znajduje się Żabie Oczko (zalany wodą dawny kamieniołom) – siedlisko rzadkich i chronionych płazów. We wsi znajduje się kamień graniczny Królewskiego Miasta Prudnik, postawiony tu w 1730 roku. W miejscowości funkcjonuje gospodarstwo agroturystyczne „Dębowy Las”, a także hodowla alpak „Ajmaraya” związana z fundacją „Llamerada”.

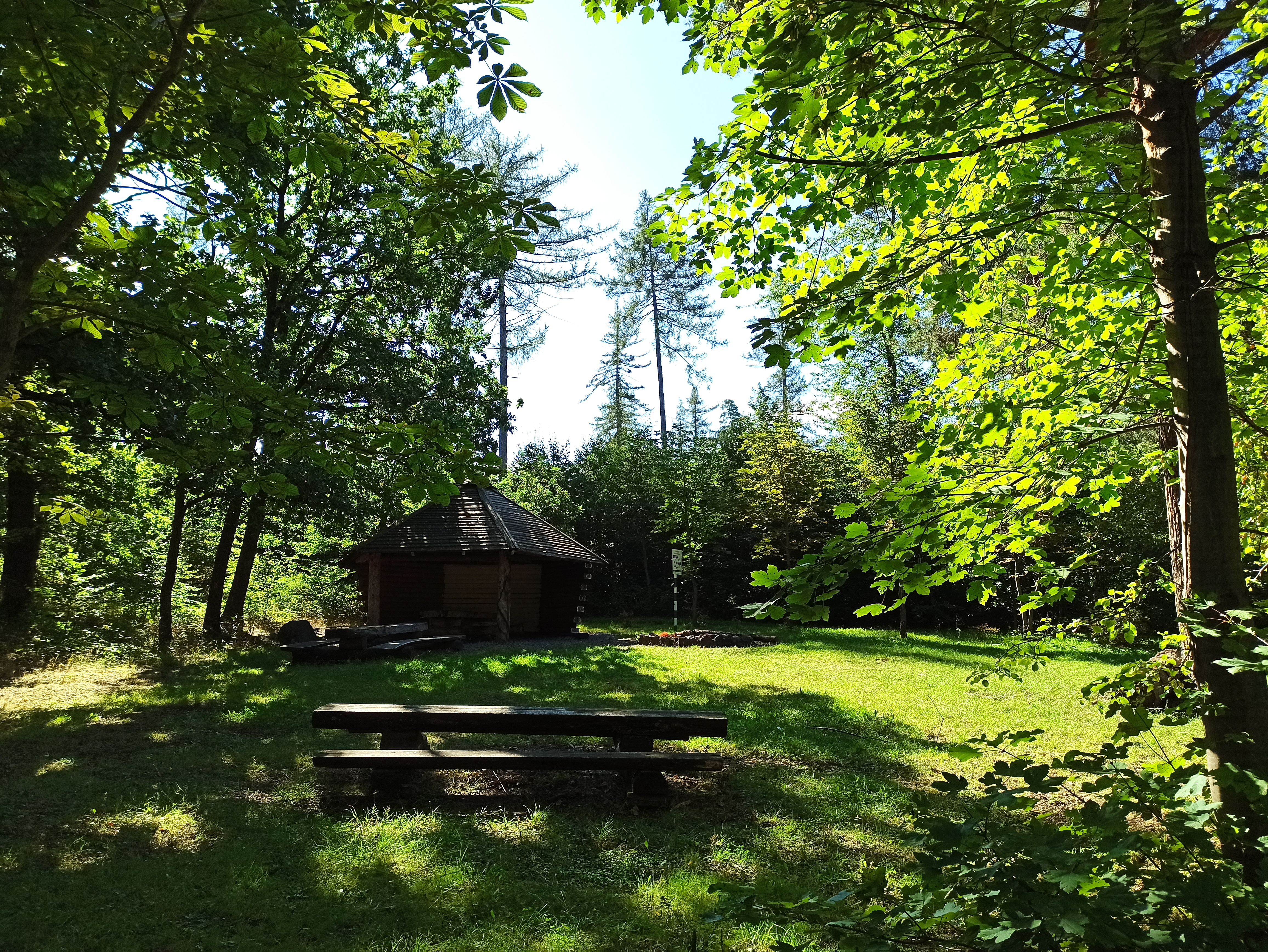
Parking leśny w Dębowcu

Oddział PTTK „Sudetów Wschodnich” w Prudniku ustanowił turystyczną Odznakę Krajoznawczą Ziemi Prudnickiej, którą zdobywa się poprzez zwiedzenie odpowiedniej liczby obiektów w miejscowościach położonych na ziemi prudnickiej, w tym w Dębowcu.
13 lipca 2010, w ramach organizowanego w Prudniku VI Europejskiego Tygodnia Turystyki Rowerowej, w którym wzięli udział rowerzyści z całej Europy, przez Dębowiec prowadziła trasa „Dzień Czeski”.

### Szlaki turystyczne

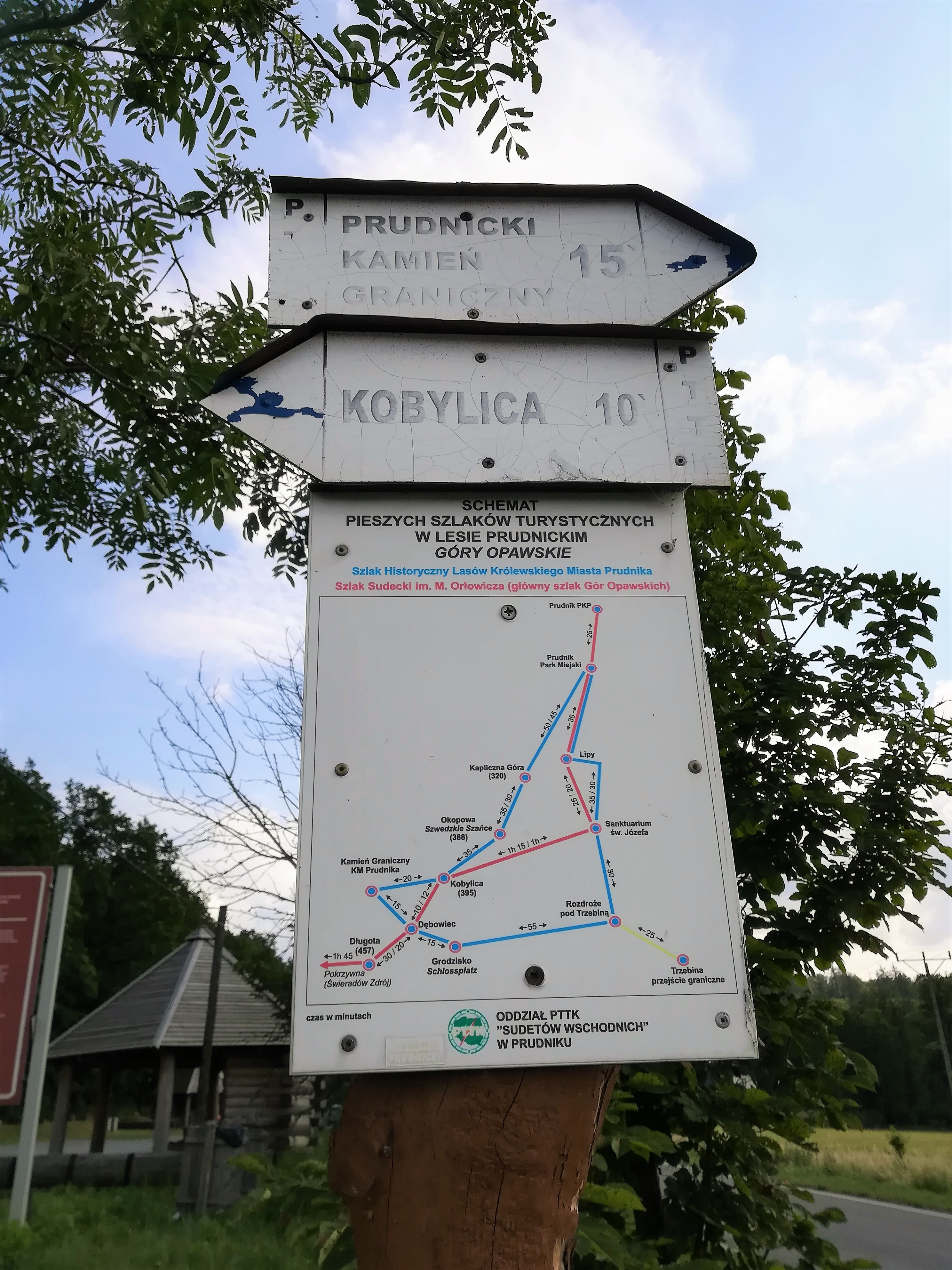
Szlaki turystyczne w Dębowcu

Przez Dębowiec prowadzą szlaki turystyczne:
- Główny Szlak Sudecki im. Mieczysława Orłowicza (440 km): Prudnik – Świeradów-Zdrój
- Szlak Historyczny Lasów Królewskiego Miasta Prudnik (17,5 km): Park Miejski w Prudniku – stare dęby w Prudniku – Kapliczna Góra – Kobylica – Dębowiec – rozdroże pod Trzebiną – sanktuarium św. Józefa w Prudniku–Lesie – Prudnik–Lipy – Park Miejski w Prudniku
- Prudnik – Wieszczyna – Trzebina (19,5 km): Prudnik (stacja kolejowa) – Łąka Prudnicka – Trupina – Wieszczyna (Dębowiec) – Trzebina

### Szlaki rowerowe
Przez Dębowiec prowadzą szlaki rowerowe:
- Turystyczna trasa rowerowa Gór Opawskich (40 km): Prudnik – sanktuarium św. Józefa w Prudniku–Lesie – Chocim – Dębowiec – Wieszczyna – Pokrzywna – Jarnołtówek – Konradów – Głuchołazy – Gierałcice – Biskupów – Burgrabice – Sławniowice
- Trasa rowerowa PTTK nr 60-c: Prudnik – Prudnik, Osiedle Tysiąclecia – Lipno – Prudnik-Las – Dębowiec – Pokrzywna – Jarnołtówek – Konradów – Głuchołazy – Kolonia Jagiellońska – Gierałcice – Biskupów – Burgrabice – Kijów – Gościce
- Wokół Lasu Prudnickiego – Pętla I (20 km): Prudnik – Łąka Prudnicka – Moszczanka – Wieszczyna – Dębowiec – Prudnik
- Wokół Lasu Prudnickiego – Pętla II (13,5 km): Prudnik – sanktuarium św. Józefa w Prudniku–Lesie – rozdroże pod Trzebiną – Dębowiec – Prudnik
- Prudnik – Jindřichov (10 km): Prudnik – Dębowiec – granica państwa (PL-CZ) – Jindřichov
- Via Montana (9 km): Prudnik – Dębowiec – Wieszczyna – Jindřichov

## Bezpieczeństwo
Miejscowość jest pod opieką dzielnicowego rejonu służbowego nr 7 Komendy Powiatowej Policji w Prudniku.
Teren wsi, jak i całej gminy Prudnik, położony jest w strefie nadgranicznej w związku z czym Straż Graniczna dysponuje, na tym obszarze, specjalnymi kompetencjami w zakresie bezpieczeństwa. Gminę Prudnik obejmuje zasięgiem służbowym placówka Straży Granicznej w Opolu ze Śląskiego Oddziału SG.